# 在ジンバブエ日本国大使館
在ジンバブエ日本国大使館（英語: Embassy of Japan in Zimbabwe）は、ジンバブエの首都ハラレにある日本の大使館。

## 沿革
- 1952年4月28日、サンフランシスコ平和条約の発効により日本国が独立、当時南ローデシア（現・ジンバブエ）を領有していたイギリスも同条約締結国のうちの一国[1]
- 1953年8月1日、南ローデシアが北ローデシア（現・ザンビア）とニヤサランド（現・マラウイ）を糾合してローデシア・ニヤサランド連邦を結成する[2]
- 1960年4月1日、ローデシア・ニヤサランド連邦の首府ソールズベリー（現・ハラレ）に在ソールズベリー日本国総領事館を開設することが定められる[3]
- 1961年3月8日、初代総領事の深井竜雄がソールズベリーに着任して総領事館が開館する[3]
- 1963年12月31日、ローデシア・ニヤサランド連邦から北ローデシアとニヤサランドが離脱し、南ローデシアを残して同連邦が解体される[4]
- 1965年11月11日、南ローデシアのイアン・スミス政権が宗主国イギリスとの事前調整が不充分なままローデシア共和国として一方的に独立を宣言したが、日本やイギリスはローデシアの独立を承認せず[5]
- 1968年、国際連合安全保障理事会の制裁決議（英語版）によるローデシア制裁の一環として、在ソールズベリー日本国総領事館から全館員が引き揚げる[6]
- 1980年4月18日、南ローデシアが正式な手続きを経てジンバブエとしてイギリスから独立し[7]、日本は直ちに独立を承認、両国の間で国交が樹立された[8]
- 1981年5月2日、法改正によりソールズベリーの総領事館が正式に廃止され、代わって在ジンバブエ日本国大使館を開設することが定められる[8][9]
- 1982年4月18日、ジンバブエの首都ソールズベリーがハラレに改称される[10]

## 所在地
- 住所: 4th Floor Social Security Centre, Corner of Sam Nujoma Street and Julius Nyerere Way, Harare[11]
- 私書箱: P.O. BOX 2710, Harare[11]